# Vectored thrust
Vectored thrust eller thrust vectoring er en mekanisk flyegenskab, der ændrer flymotorernes udblæsningsretning, ved enten at ændre motorens retning, motordysens retning eller ved at afbøje udstødningen med vingeror.
Dette muliggør sædvanligvis at flyet kan manøvrere og undvige hurtigt. Dette opnås ved at den yderste del af f.eks. jetmotorens udstødning kan drejes op/ned og til siderne, for nogle jagerfly 5-10°, for visse VTOL og STOVL fly over 90° i lodret plan.
Af thrust vectoring propelfly er der maskiner med tiltrotor.
Thrust vectoring benyttes også i Skycarens naceller. Skycaren er netop manøvredygtig, da den kan ændre thrust-retningen på mindre end 0,1 sekund.
Thrust vectoring benyttes i dette flyvende fjernstyrede modelhundehus. To vandrette ror bagtil styrer motorens luftstrøm og kan få hundehuset til at stå stille i luften, krænge eller rotere.

Andre eksempler på modelfly med thrust vectoring er her.